# قرة تشي عليا
قرة تشي عليا هي قرية في مقاطعة مشكين شهر، إيران. عدد سكان هذه القرية هو 306 في سنة 2006.